# Eriocaulon maharashtrense
Eriocaulon maharashtrense är en gräsväxtart som beskrevs av Punekar och Pakshirajan Lakshminarasimhan. Eriocaulon maharashtrense ingår i släktet Eriocaulon och familjen Eriocaulaceae. IUCN kategoriserar arten globalt som sårbar. Inga underarter finns listade i Catalogue of Life.